# Perochirus
Perochirus ist eine Gattung aus der Familie der Geckos, die auf einigen Pazifikinseln verbreitet ist.

## Merkmale und Lebensweise
Die Kopf-Rumpf-Länge adulter Männchen liegt zwischen 5 und 13 cm. Der Rücken der Geckos ist relativ gleichmäßig mit körnigen Schuppen bedeckt, ohne Tuberkel. Alle Finger und Zehen bis auf die jeweils innersten weisen Krallen auf.
Die Geckos legen kalkschalige Eier. Sie sind hauptsächlich baumbewohnend und dabei relativ anpassungsfähig. Sie kommen sowohl in natürlichem Baumbestand als auch auf Kokospalmen und Brotfruchtbäumen vor.

## Arten
Nach der Reptile Database werden drei rezente Arten unterschieden (Stand Juli 2023):
- Perochirus ateles (Duméril, 1856)
- Perochirus guentheri Boulenger, 1885
- Perochirus scutellatus (Fischer, 1882)

## Verbreitungsgebiet und Gefährdungsstatus
Perochirus ateles ist in Mikronesien (u. a. Karolinen, Marianen), Guam und den japanischen Bonin-Inseln verbreitet. Die IUCN stuft die Art aufgrund eingeführter Prädatoren und Nahrungskonkurrenten wie dem Asiatischen Hausgecko als gefährdet (vulnerable) ein. Auf Guam ist die Art vermutlich bereits ausgestorben durch Raubdruck der Braunen Nachtbaumnatter.
Das Verbreitungsgebiet von Perochirus guentheri liegt auf den politisch zu Vanuatu gehörenden Neuen Hebriden und ist noch ohne eindeutige Einstufung der IUCN (data deficient). Die Art wurde seit 1971 nicht mehr beobachtet, sodass sie möglicherweise in der Vergangenheit fehlidentifiziert wurde oder inzwischen ausgestorben ist.
Die als nicht gefährdet eingestufte Art Perochirus scutellatus ist auf dem mikronesischen Atoll Kapingamarangi endemisch, wo sie auf 18 der Inseln verzeichnet wurde. Eine mögliche zukünftige Bedrohung ist für diese jedoch der steigende Meeresspiegel infolge der globalen Erwärmung.